# Plagithmysus
Plagithmysus är ett släkte av skalbaggar. Plagithmysus ingår i familjen långhorningar.

## Bildgalleri

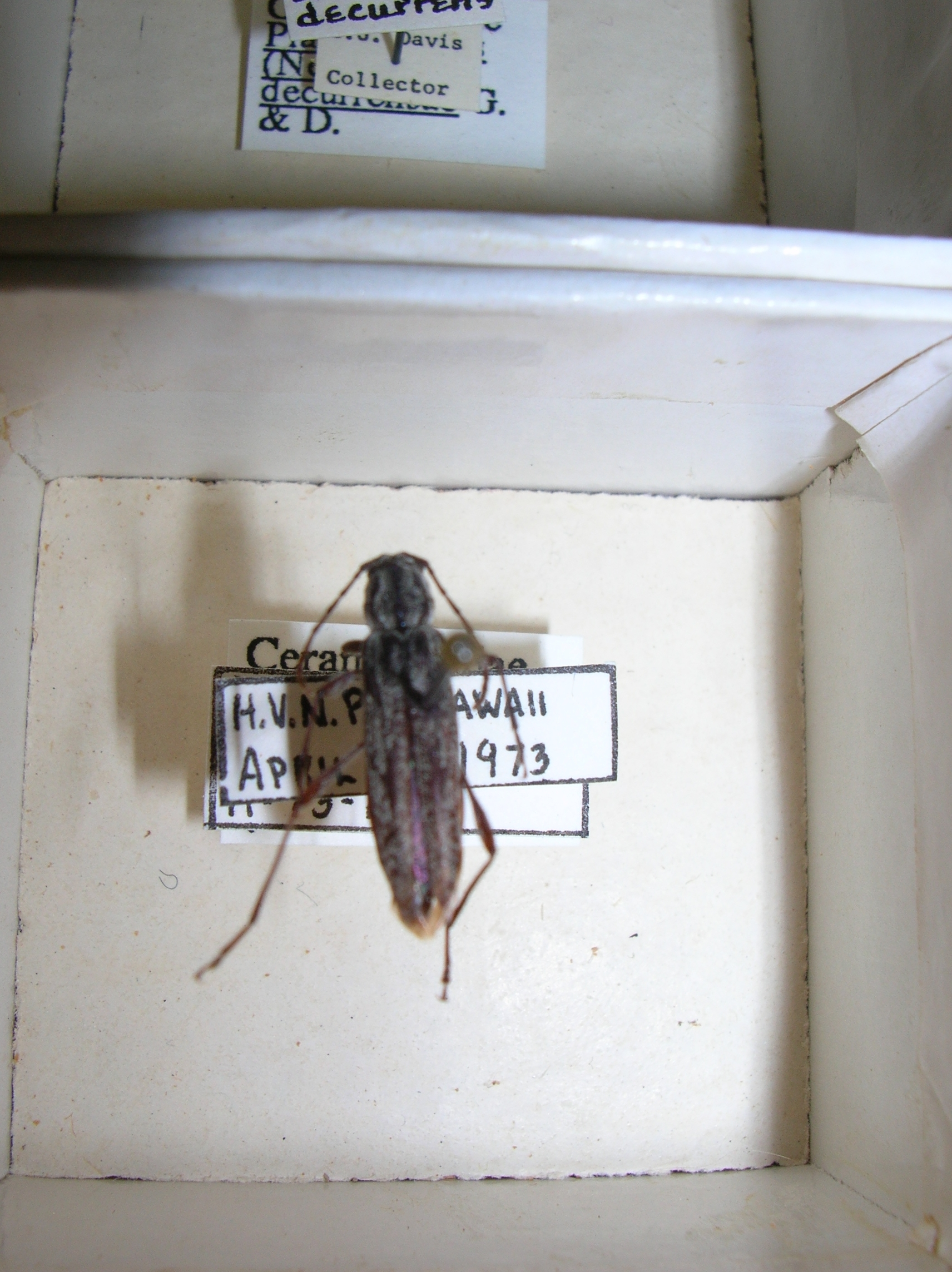

## Dottertaxa tillPlagithmysus, i alfabetisk ordning[1]
- Plagithmysus abnormis
- Plagithmysus acaciae
- Plagithmysus aequalis
- Plagithmysus aestivus
- Plagithmysus albertisi
- Plagithmysus annectens
- Plagithmysus atricolor
- Plagithmysus bilineatus
- Plagithmysus bishopi
- Plagithmysus blackburni
- Plagithmysus cheirodendri
- Plagithmysus chenopodii
- Plagithmysus claviger
- Plagithmysus collaris
- Plagithmysus concolor
- Plagithmysus cristatus
- Plagithmysus cuneatus
- Plagithmysus darwinianus
- Plagithmysus davisi
- Plagithmysus debilis
- Plagithmysus decorus
- Plagithmysus decurrensae
- Plagithmysus diana
- Plagithmysus dodonaeae
- Plagithmysus dubautiae
- Plagithmysus dubautianus
- Plagithmysus elegans
- Plagithmysus eugeniae
- Plagithmysus euphorbiae
- Plagithmysus filipes
- Plagithmysus finschi
- Plagithmysus forbesii
- Plagithmysus fractus
- Plagithmysus fragilis
- Plagithmysus fugitivus
- Plagithmysus funebris
- Plagithmysus geranii
- Plagithmysus giffardi
- Plagithmysus greenwelli
- Plagithmysus hoawae
- Plagithmysus hoikuahiwi
- Plagithmysus ignotus
- Plagithmysus immundus
- Plagithmysus indecens
- Plagithmysus jacobii
- Plagithmysus kahului
- Plagithmysus koae
- Plagithmysus koaiae
- Plagithmysus koebelei
- Plagithmysus kohalae
- Plagithmysus kraussi
- Plagithmysus kuhnsi
- Plagithmysus lamarckianus
- Plagithmysus lanaiensis
- Plagithmysus laticollis
- Plagithmysus longicollis
- Plagithmysus longipes
- Plagithmysus lookii
- Plagithmysus mediocris
- Plagithmysus metrosideri
- Plagithmysus mezoneuri
- Plagithmysus microgaster
- Plagithmysus modestus
- Plagithmysus molokaiensis
- Plagithmysus montgomeryi
- Plagithmysus muiri
- Plagithmysus newelli
- Plagithmysus nicotianae
- Plagithmysus nihoae
- Plagithmysus nodifer
- Plagithmysus obscurus
- Plagithmysus paludis
- Plagithmysus peleanus
- Plagithmysus pennatus
- Plagithmysus perkinsi
- Plagithmysus permundus
- Plagithmysus perrottetiae
- Plagithmysus pipturicola
- Plagithmysus pittospori
- Plagithmysus platydesmae
- Plagithmysus podagricus
- Plagithmysus polysticus
- Plagithmysus pulchrior
- Plagithmysus pulverulentus
- Plagithmysus pulvillatus
- Plagithmysus raillardiae
- Plagithmysus rebeccae
- Plagithmysus rubi
- Plagithmysus rusticus
- Plagithmysus sharpianus
- Plagithmysus simillimus
- Plagithmysus simplicicollis
- Plagithmysus smilacis
- Plagithmysus solitarius
- Plagithmysus speculifer
- Plagithmysus sugawai
- Plagithmysus sulphurescens
- Plagithmysus superstes
- Plagithmysus swezeyi
- Plagithmysus terry
- Plagithmysus timberlakei
- Plagithmysus ultimus
- Plagithmysus usingeri
- Plagithmysus varians
- Plagithmysus wattleae
- Plagithmysus vicinus
- Plagithmysus vitticollis
- Plagithmysus yoshimotoi